# Генкур
Генку́р (фр. Guincourt) — коммуна во Франции, находится в регионе Шампань — Арденны. Департамент — Арденны. Входит в состав кантона Туртерон. Округ коммуны — Вузье.
Код INSEE коммуны — 08204.
Коммуна расположена приблизительно в 185 км к северо-востоку от Парижа, в 70 км севернее Шалон-ан-Шампани, в 25 км к югу от Шарлевиль-Мезьера.

## Население
Население коммуны на 2008 год составляло 96 человек.
| 1962 | 1968 | 1975 | 1982 | 1990 | 1999 | 2008 |
| ---- | ---- | ---- | ---- | ---- | ---- | ---- |
| 76   | 99   | 85   | 77   | 78   | 95   | 96   |

## Экономика
В 2007 году среди 64 человек в трудоспособном возрасте (15—64 лет) 47 были экономически активными, 17 — неактивными (показатель активности — 73,4 %, в 1999 году было 62,7 %). Из 47 активных работали 40 человек (23 мужчины и 17 женщин), безработных было 7 (2 мужчин и 5 женщин). Среди 17 неактивных 6 человек были учениками или студентами, 6 — пенсионерами, 5 были неактивными по другим причинам.

## Фотогалерея

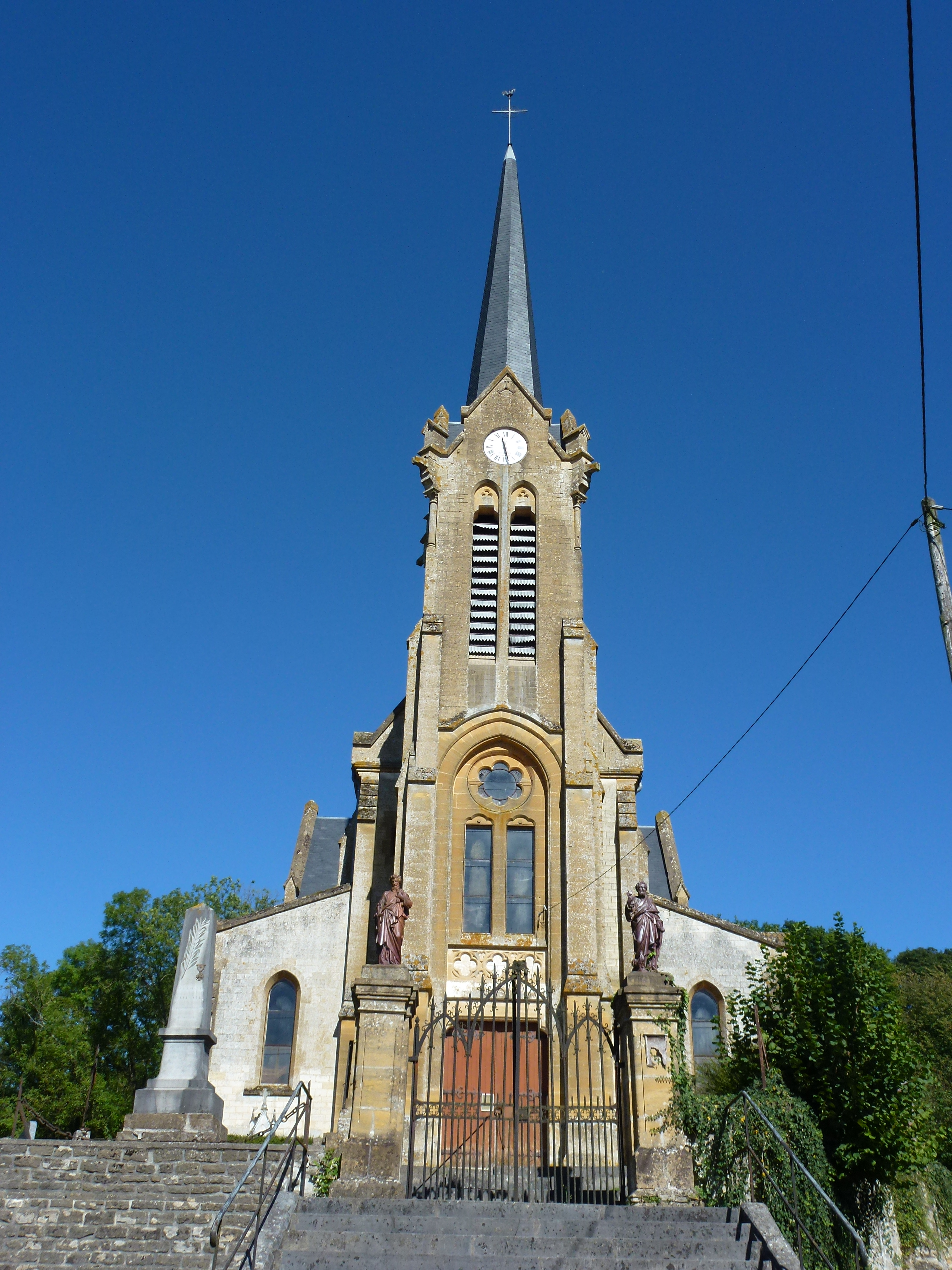
Церковь
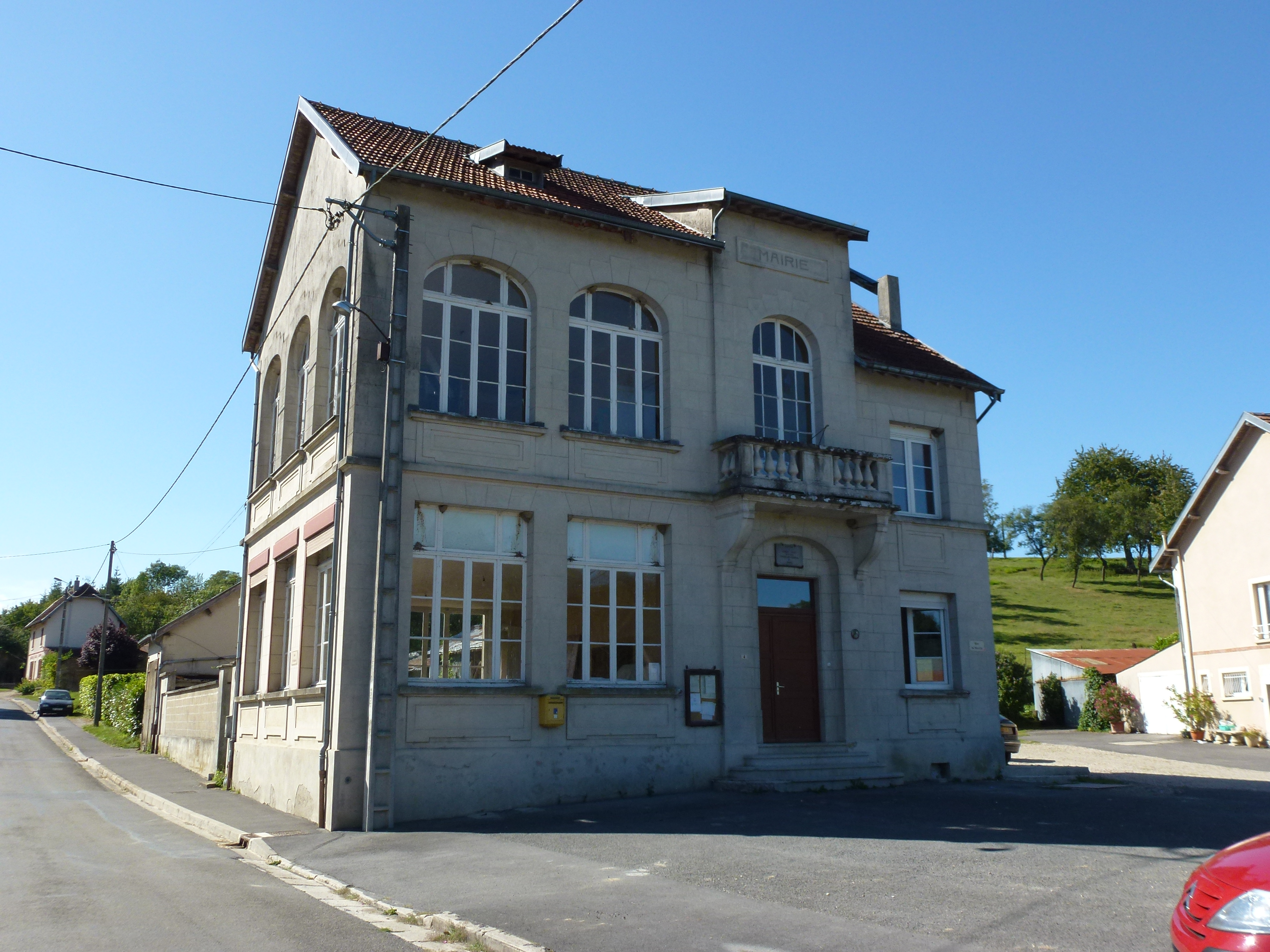
Мэрия
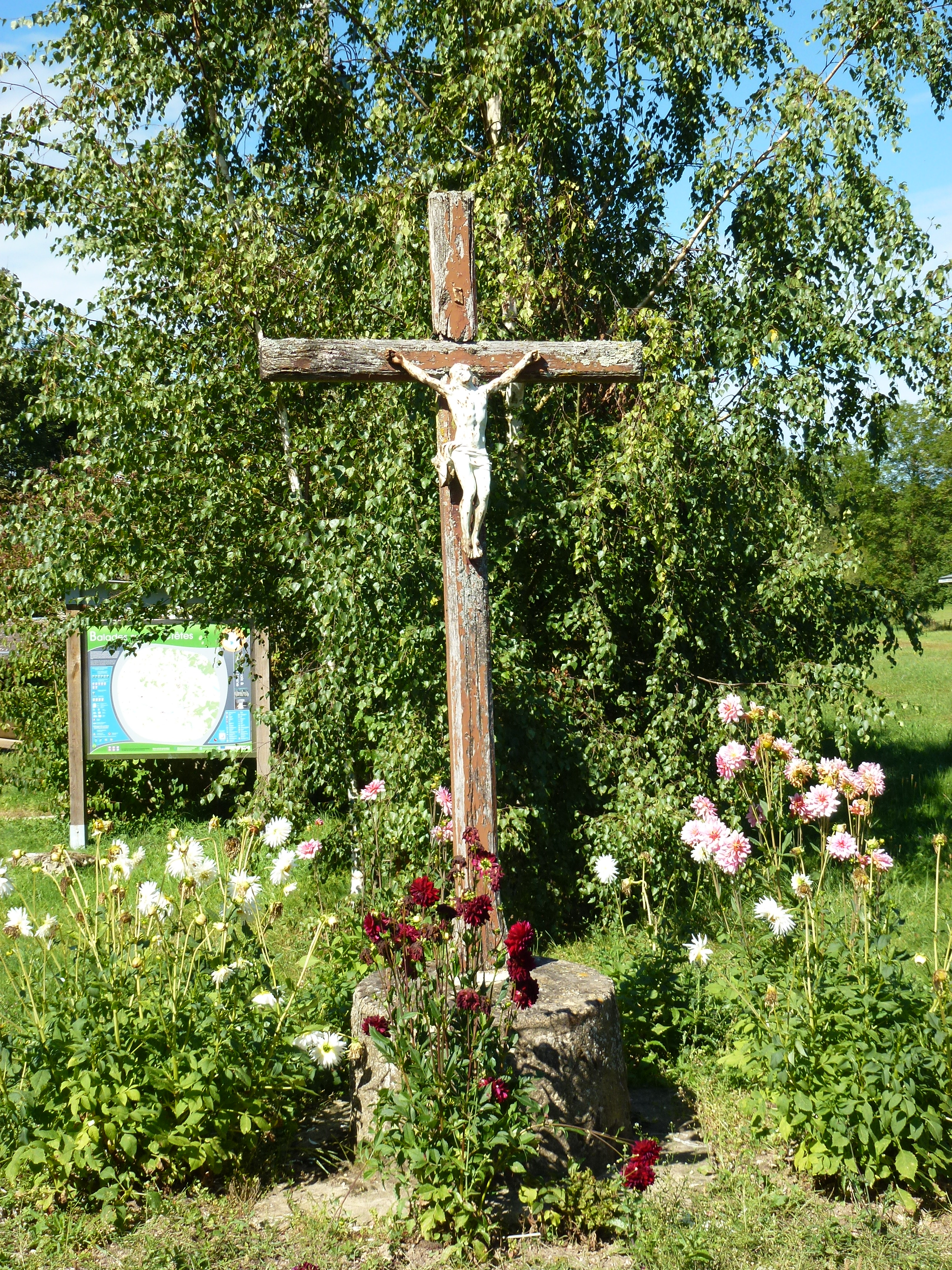
Придорожный крест
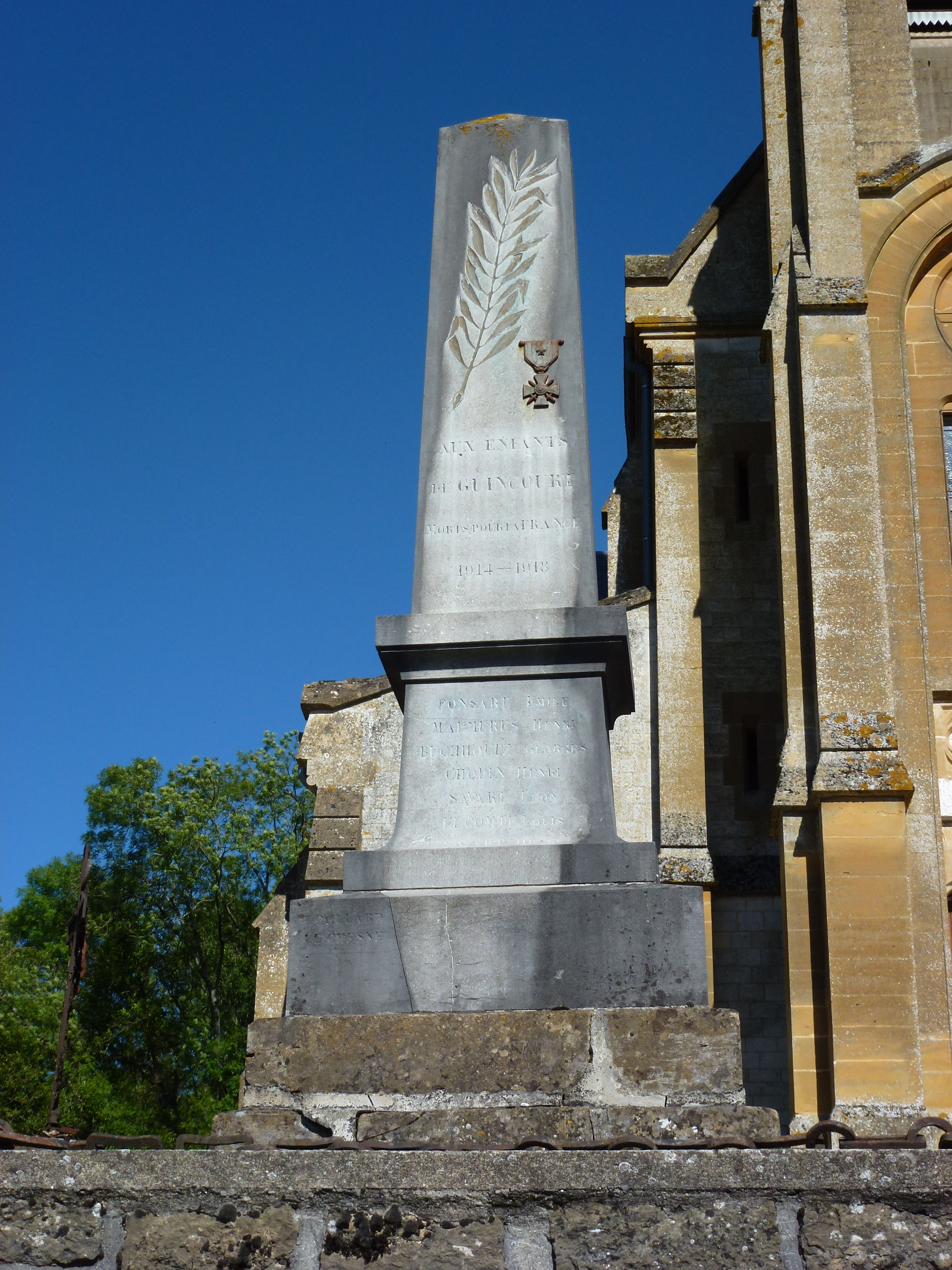
Памятник погибшим в Первой мировой войне